# Youssouf Hadji
Youssouf Hadji (Ifrane de l' Anti-Atlas , 25 februari 1980) is een voormalig Marokkaans profvoetballer die als aanvaller speelde. Hij speelde het grootste deel van zijn carrière voor AS Nancy. Hij debuteerde in 2003 in het Marokkaans voetbalelftal. Hadji is het broertje van ex-voetballer Mustapha Hadji.

## Clubcarrière
Hadji's profcarrière begon in 1998 bij AS Nancy. In 2003 maakte hij de overstap naar toenmalig eersteklasser Bastia. Nadat hij daarmee degradeerde ging Hadji in 2005 naar Stade Rennais. Bij Rennes kreeg Hadji weinig speelkansen en hij keerde zo in 2007 terug naar zijn eerste club, Nancy. Hier speelde hij tot het seizoen 2011/12 alvorens hij tekende bij Stade Rennes. Hier blijf hij slecht één seizoen en ging voor een jaar naar Al-Arabi in Qatar. Hierna speelde hij nog één seizoen voor Elazığspor in Turkije, alvorens hij in 2014 terugkeerde bij de club waar hij zijn carrière startte; AS Nancy.
In 2018 zette Hadji een punt achter zijn 19 jaar durende carrière.

## Carrièrestatistieken
| Seizoen | Club          | Wed | Doelp. | Competitie    |
| ------- | ------------- | --- | ------ | ------------- |
| 1998/99 | AS Nancy      | 1   | 0      | Ligue 1       |
| 1999/00 | AS Nancy      | 4   | 0      | Ligue 1       |
| 2000/01 | AS Nancy      | 34  | 6      | Ligue 2       |
| 2001/02 | AS Nancy      | 26  | 2      | Ligue 2       |
| 2002/03 | AS Nancy      | 30  | 5      | Ligue 2       |
| 2003/04 | SC Bastia     | 29  | 6      | Ligue 1       |
| 2004/05 | SC Bastia     | 32  | 7      | Ligue 1       |
| 2005/06 | Stade Rennais | 21  | 3      | Ligue 1       |
| 2006/07 | Stade Rennais | 13  | 0      | Ligue 1       |
| 2006/07 | AS Nancy      | 14  | 1      | Ligue 1       |
| 2007/08 | AS Nancy      | 24  | 7      | Ligue 1       |
| 2008/09 | AS Nancy      | 36  | 11     | Ligue 1       |
| 2009/10 | AS Nancy      | 27  | 11     | Ligue 1       |
| 2010/11 | AS Nancy      | 26  | 8      | Ligue 1       |
| 2011/12 | Stade Rennais | 22  | 5      | Ligue 1       |
| 2012/13 | Al-Arabi      | 7   | 0      | Qatari League |
| 2013/14 | Elazığspor    | 6   | 0      | Süper Lig     |
| 2014/15 | AS Nancy      | 31  | 14     | Ligue 2       |
| 2015/16 | AS Nancy      | 33  | 9      | Ligue 2       |
| 2016/17 | AS Nancy      | 26  | 0      | Ligue 1       |
| 2017/18 | AS Nancy      | 32  | 11     | Ligue 1       |
| Totaal  |               | 474 | 108    |               |

## Erelijst
AS Nancy
- Ligue 2 2015/16